# 激战江南
《激战江南》是一部由宁海强执导，由王强、何琳、王亚楠主演的中国大陆抗日题材电视剧。2011年7月31日在中国中央电视台电视剧频道的黄金时段播出。该剧讲述中国抗日战争时期，新四军太湖游击纵队在司令员薛宏晖（原型人物为薛永辉）的领导下，袭击苏州浒墅关火车站、日军上海虹桥军用机场等地。
此剧因第十二集陸二喜的“鸡汤来喽”等桥段在中国大陆网络爆红。

## 剧情简介
抗日戰爭時期，中国新四軍太湖遊擊隊，面对日本军队展開了战略部署。偵察部长秦天剛（王亞楠飾）和女情報員关竹青（何琳飾）假扮成夫妻和司令薛宏辉(王强饰)智取一次次大大小小戰爭的勝利，兩人也历久生情。新四軍担任廚部炊事員的老馮（代號穿山甲）（陸二喜饰），真实身份为重庆军统和日本特工，企图毒杀薛宏辉但被发现，老冯藏身的炸弹也暗中被换掉，未能同归于尽，被逼服毒身亡。薛宏辉因此逃过一劫。陰差陽錯的是，一直以為已經去世的关竹青前夫丁達文（孫瑋飾）並未死亡，而是先前有幸被获救，经过长时间養傷後回到游擊隊，卻發現妻子已经有了另一个心上人，所有事物都已经与以前天差地别。心灰意冷的丁达文，走向了叛軍的不歸路，並且暗中多次打擊新四军，最終江南新四軍還是牽制了抗日戰爭正面戰場上日軍的大批軍力，更为新四军取下了胜利，最终丁達文的漢奸身份還是遭到暴露，而等到他良心改过已经為時已晚。